# Montigny La Palisse
Montigny La Palisse était un pirate français connu pour son association avec Bartholomew Roberts.

## Rencontre avec Bartholomew Roberts
Il existe peu d'information sur les activités de La Palisse avant qu'il ne rejoigne Roberts en février 1720. Roberts avait été actif à travers les Caraïbes. Près de la Barbade le 19 février 1720, Roberts dans le Fortune a repéré un voilier sloop, hisse le drapeau noir et donne l'assaut. Le sloop a répondu avec un drapeau noir : c'était un navire à 6 canons et 63 hommes nommé Sea King sous les ordres de Montigny La Palisse de Saint-Malo, et donc Fortune et le Sea King abordèrent de concert.

## Faits d'armes
Les autorités de la Barbade ont affrété deux navires pour attaquer Roberts. La Palisse a fui le Sea King après que son gréement fût endommagé, laissant Roberts affronter les navires de guerre seul. Roberts a réussi à s'échapper, mais la Fortune a été lourdement endommagée et a évité de justesse d'être capturée à nouveau lorsque deux navires envoyés par la Martinique l'ont poursuivi. Ce mois de juillet Roberts prit plusieurs navires français en tant que récompense, se transférant dans le plus grand pour ensuite le renommer Bonne Fortune. En naviguant près de Terre-Neuve, La Palisse et le Sea King ont rejoint Roberts, s'excusant pour leur retraite passée, et, ensemble, ils se dirigèrent vers les Caraïbes.
Roberts a pris un certain nombre de navires, les renommant successivement Bonne Fortune et Royal Fortune. Il était au large de la côte de la Caroline du Sud en août, ancré en dehors de Charles Town lorsque La Palisse fut séparé de Roberts à cause du mauvais temps, cependant un mois plus tard, il rejoint Roberts pour piller Basseterre. En septembre et octobre, les deux pirates volèrent des dizaines de navires. En janvier 1721, La Palisse (dans un navire de récompense), Thomas Anstis dans la Bonne Fortune, et Roberts dans le Royal Fortune (l'ancien Sea King de La Palisse) ont navigué ensemble.

## Trahison et séparation
En avril 1721, Anstis a pris Bonne Fortune et s'éclipsa dans la nuit, son premier officier de pont Brigstock Weaver, capturé par Roberts et La Palisse a été forcé de se joindre aux pirates. Lorsque Roberts s'est arrêté aux îles du Cap-Vert pour réparer ses navires, il a pris en chasse deux navires marchands, mais La Palisse refusa de s'engager lorsqu'ils furent confrontés au navire d'escorte. Peu de temps après La Palisse rompit ses liens avec Roberts; après cela, il y a peu d'enregistrements de ses activités. 

## Voir Aussi
- Walter Kennedy, un des autres capitaines de Roberts qui, comme La Palisse et Anstis, a eu son navire et a abandonné Roberts.